# Ryō Hirose
Ryō Hirose (jap. 廣瀬 崚 Hirose Ryō; * 6. November 2000 in Toyama) ist ein japanischer Skilangläufer.

## Werdegang
Hirose trat international erstmals bei den Junioren-Skiweltmeisterschaften 2018 in Goms in Erscheinung. Seine besten Platzierungen dort waren der 41. Platz im Skiathlon und der 13. Rang mit der Staffel. In der Saison 2018/19 startete er in Otoineppu erstmals im Far-East-Cup, wo er den 17. Platz über 10 km Freistil sowie den 12. Rang über 10 km klassisch belegte und lief bei den Junioren-Skiweltmeisterschaften 2019 in Lahti auf den 79. Platz im Sprint, auf den 68. Rang über 10 km Freistil sowie auf den 48. Platz im 30-km-Massenstartrennen. Seine besten Platzierungen im folgenden Jahr bei den Junioren-Skiweltmeisterschaften in Oberwiesenthal waren der 33. Platz über 10 km klassisch und der 13. Rang mit der Staffel. Bei den U23-Weltmeisterschaften 2021 in Vuokatti kam er auf den 49. Platz im Sprint, auf den 36. Rang über 15 km Freistil und auf den zehnten Platz mit der Mixed-Staffel. Nachdem er zu Beginn der Saison 2021/22 japanischer Meister im 10-km-Massenstartrennen wurde, errang er in Sapporo mit Platz drei im Sprint und Rang eins über 10 km klassisch seine ersten Podestplatzierungen im Far-East-Cup und belegte damit den sechsten Platz in der Gesamtwertung. Beim Saisonhöhepunkt, den Olympischen Winterspielen 2022 in Peking, lief er auf den 43. Platz über 15 km klassisch, auf den 41. Rang im Skiathlon und zusammen mit Haruki Yamashita, Hiroyuki Miyazawa und Naoto Baba auf den zehnten Platz in der Staffel. Bei den nachfolgenden U23-Weltmeisterschaften in Lygna kam er auf den 51. Platz im Sprint, auf den 21. Rang über 15 km klassisch und auf den 11. Platz mit der Mixed-Staffel. Sein Debüt im Weltcup hatte er im März 2022 in Falun, welches er auf dem 51. Platz über 15 km Freistil beendete.

## Siege bei Continental-Cup-Rennen
| Nr. | Datum          | Ort     | Disziplin       | Serie        |
| --- | -------------- | ------- | --------------- | ------------ |
| 1.  | 9. Januar 2022 | Sapporo | 10 km klassisch | Far-East-Cup |
| 2.  | 7. Januar 2023 | Sapporo | 10 km klassisch | Far-East-Cup |